# Thore Baardsen Pedersen
Thore Baardsen Pedersen (Haugesund, 1996. augusztus 11. –) norvég labdarúgó, a Brann hátvédje.

## Pályafutása
Pedersen a norvégiai Haugesund városában született. Az ifjúsági pályafutását a helyi Vard Haugesund akadémiájánál kezdte.
2013-ban mutatkozott be a Vard Haugesund másodosztályban szereplő felnőtt csapatában. A 2013-as szezonban kiestek a harmadosztályba. 2019. január 8-án az első osztályú Haugesundhoz igazolt. Először 2019. március 31-én, a Strømsgodset ellen 3–2-re elvesztett mérkőzés 83. percében Niklas Sandberg cseréjeként lépett pályára. Első gólját 2019. szeptember 25-én, a Mjøndalen ellen 3–1-re megnyert kupamérkőzésen szerezte. 2023. január 30-án a Brannhoz írt alá.

## Statisztikák
2022. november 6. szerint
| Klub      | Szezon   | Osztály     | Bajnokság | Bajnokság | Kupa  | Kupa | Nemzetközi | Nemzetközi | Összesen | Összesen |
| Klub      | Szezon   | Osztály     | Meccs     | Gól       | Meccs | Gól  | Meccs      | Gól        | Meccs    | Gól      |
| --------- | -------- | ----------- | --------- | --------- | ----- | ---- | ---------- | ---------- | -------- | -------- |
| Haugesund | 2019     | Eliteserien | 30        | 0         | 5     | 1    | 4          | 0          | 39       | 1        |
| Haugesund | 2020     | Eliteserien | 30        | 0         | —     | —    | —          | —          | 30       | 0        |
| Haugesund | 2021     | Eliteserien | 26        | 0         | 1     | 0    | —          | —          | 27       | 0        |
| Haugesund | 2022     | Eliteserien | 21        | 0         | 1     | 0    | —          | —          | 22       | 0        |
| Haugesund | Összesen | Összesen    | 107       | 0         | 7     | 1    | 4          | 0          | 118      | 1        |
| Brann     | 2023     | Eliteserien | 0         | 0         | 2     | 0    | —          | —          | 2        | 0        |
| Összesen  | Összesen | Összesen    | 107       | 0         | 9     | 1    | 4          | 0          | 120      | 1        |

## Sikerei, díjai
Haugesund
- Norvég Kupa
  - Döntős (1): 2019

Brann
- Norvég Kupa
  - Győztes (1): 2022–23